# Matt Lindland
Matt Lindland (Oregon City, 17 de maio de 1970) é um americano lutador de artes marciais mistas, wrestrler Olímpico, narrador, ator, treinador, interpretador e político. Ele tem uma companhia de roupas chamada Dirty Boxer. Nas artes marciais mistas, Lindland competiu primeiramente no Peso Médio do UFC, Strikeforce, Affliction, o IFL, Cage Rage, WFA e BodogFIGHT.

## Wrestling
Lindland começou no wrestling com 15 anos no Gladstone High School em Gladstone, Oregon. Em 1991, ele ganhou o título nacional universitário em 158 lbs de wrestling pela Clackamas Community College.
Lindland então foi lutar na Universidade de Nebraska, Division I da NCAA. Ele ganhou o título do Big Eight em 158 lbs em 1993. Seguido desse título, Lindland conseguiu o recorde de 36-0 pela temporada de 1993, entrando no Torneio Nacional, e foi o wrestler n°1 em sua categoria de peso. Ele sofreu uma virada no primeiro round do torneio, e não se classificou. Após sua carreira universitária, Lindland começou a competir em eventos de Freestyle e Luta greco-romana, conseguido sucesso em ambos, mas em última análise decidiu concentrar todos seus esforços na Luta greco-romana.
O ponto mais alto de sua carreira foi quando ele representou os Estados Unidos na Luta greco-romana nas Olimpíadas de Sydney na categoria 69–76 kg, ganhando a medalha de prata, seguido de uma medalha de prata no Campeonato Mundial de 2001 em Patras, Grécia em 85 KG. Sua carreira nas artes marciais mistas começou três anos antes, lutando em eventos como IVC 6, e é notável porque ele continuou a competir no wrestling amador, bem como no MMA após competir nas olimpíadas. Após sua primeira luta no UFC, no UFC 29, Lindland conseguiu garantir uma medalha de prata no campeonato mundial e título nacional em 2001. Lindland ainda estava entre os 10 melhores wrestler em sua categoria de peso até 2004, quando sua carreira no wrestling finalmente acabou, já sendo um veterano com doze lutas no MMA, incluindo uma luta pelo título.
Lindland foi notável por ter garantido sua vaga na equipe Olímpica dos EUA através dos tribunais. Na final das classificatórias Americanas para as Olimpíadas, Lindland perdeu para Keith Sieracki, que Lindland acusou de dar uma rasteira nele (sobre as regras da Greco-Romana, os atletas não são permitidos a usar suas pernas para ataques). Depois de um apelo, um árbitro ordenou a revanche para Lindland e Sieracki, que Lindland venceu por 9-0.
A USOC no entanto manteve Sieracki na equipe, e apelou para os tribunais. Um juiz do distrito federal, então um júri de três juízes da 7ª Corte de Apelações dos EUA, decidiram a favor de Lindland. Um pedido feito pela USOC na Corta Suprema dos EUA foi negada, o que estabeleceu o lugar de Lindland na equipe. Lindland depois viria a receber o apelido de "The Law" (A lei) devido ao fato ocorrido. Após as Olimpíadas Matt retornou a Oregon, onde ele abriu uma revendedora de carros chamada "USA Auto Wholesale".

## Artes Marciais Mistas
Lindland começou a treinar MMA com Randy Couture, Dan Henderson e outros na Team Quest. Ele venceu quatro lutas na divisão do Peso Médio do Ultimate Fighting Championship antes de ser derrotado por Murilo Bustamante em uma luta pelo título no UFC 37.
A próxima derrota de Lindland veio nas mãos de Falaniko Vitale, que Lindland tentou aplicar um slam, nocauteando a si mesmo no processo. Após sua demissão do UFC, Lindland continuou a ficar no corner de lutadores do UFC como na luta de B.J. Penn contra Georges St. Pierre. Ele também continuou sua carreira profissional no MMA no IFL e BodogFight com cinco vitórias e duas derrotas, com as duas derrotas sendo fora de sua categoria contra o futuro Campeão Meio Pesado do UFC Quinton Jackson e o ex-Campeão Peso Pesado do Pride Fedor Emelianenko. Após sua derrota no World Fighting Alliance para Jackson, Lindland entrou para o International Fight League, que também marcou a estréia de Lindland como treinador da equipe IFL – ele lutou com Jeremy Horn. Lindland venceu por nocaute técnico no começo do segundo round. Ele então derrotou Carlos Newton no IFL Houston aos 1:43 do segundo round por finalização. Lindland derrotou Fabio Negao por decisão unânime em 19 de Julho de 2008 no Affliction: Banned em Anaheim, California. No Affliction: Day of Reckoning em 24 de Janeiro de 2009, ele foi derrotado por Vitor Belfort. Lindland é o ex-treinador do Portland Wolfpack no International Fight League.
Existe atualmente um documentário chamado "Fighting Politics" sobre Matt e sua carreira no MMA.
Matt foi finalizado por Mamed Khalidov no KSW 16.

## Strikeforce
Em 13 de Abril de 2009, Lindland assinou um contrato de várias lutas com o Strikeforce e fez sua estréia contra Ronaldo Souza no Strikeforce: Evolution em 19 de Dezembro de 2009. Lindland perdeu a luta por finalização no primeiro round.
Lindland fez o evento principal do Strikeforce Challengers: Lindland vs. Casey em 21 de Maio de 2010, em sua cidade natal de Portland, Oregon, derrotando Kevin Casey.
Ele enfrentou Robbie Lawler no Strikeforce: Henderson vs. Babalu II em 4 de Dezembro de 2010. Lindland foi nocauteado em cinquenta segundos de luta.
Em adição, ele é um instrutor de "Gerenciamento de MMA" para a escola de carreira desportiva online, Sports Management Worldwide, em Portland, Oregon.

## Vida pessoal e aspiração política
Matt e sua esposa tem dois filhos, um filho e uma filha. Desde sua aposentadoria no MMA, Matt tem buscado outros esportes como rafting profissional. Com um impressionante 6 vezes Título do Western White Water Series até o momento. Ele é o treinador principal do Time Mundial de Greco-Romana de 2013, bem como treinador da Team Quest. Matt faz seminários ao redor do mundo, bem como discursos em público.
Em 11 de Março de 2008, Lindland entrou como um republicano para concorrer à Câmara dos Deputados em Oregon no Distrito 52. A sede foi realizada anteriormente pelo republicado Patti Smith. Lindland derrotou o também republicano Phyllis Thiemann na primária em 20 de Maio de 2008, 58 a 42 porcento. Ele avançou a eleição geral e foi derrotado por democrata de Hood River, Oregon Suzanne VanOrman por cerca de 52 porcento a 48 porcento de Lindland.

## Filme
Lindland apareceu no premiado documentário de MMA Fight Life, lançado em 2013. O filme é dirigido por James Z. Feng e produzido pela RiLL Films.
Aparição num programa de TV. Matt Lindland e Ed Herman foram convidados na série de TV "LEVERAGE" em 22 de Julho de 2011. Ele desempenhou um lutador de MMA.
Matt também apareceu no hit de televisão da HBO "Oz", atuando e realizado acrobacias. Ele também foi destaque no blockbuster de
Mary Kate e Ashley Olsen "New York Minute" novamente atuando e realizando acrobacias.

## Treinando
Matt fundou o programa de wrestling para as crianças do Nordeste dos EUA e treinou dois dos melhores clubes de wrestling dos EUA; Cobra Wrestling e Peninsula. Nesse mesmo ano, Matt também começou a trabalhar com Chael Sonnen na West Linn High School. Em 1996, Matt se mudou de volta para Lincoln, Nebraska para ganhar o emprego de técnico assistente de wrestling na Universidade de Nebraska, onde ele treinou até 2000. Durante seu mandato em Nebraska, o treinado Matt treinou campeões da NCAA e múltiplos All-Americans. Matt continuou a trabalhar com o Wrestling dos EUA até hoje.
Em 2000, Matt começou a dar treinos de wrestling e MMA no seu ginásio Team Quest em Portland, Oregon. O treinador Matt ainda treina ainda dá treinos de wrestling, kickboxing, MMA e lutas profissionais e amadoras da Team Quest. Em 2013 Matt foi selecionado como treinador de equipe do mundo para a equipe de greco-romana dos EUA.
Matt é voluntário assistente técnico na Alma Mater Clackamas Community College. O programa tem tido uma inversão de marcha sob treinamento do treinador Josh Rhoden e Matt Lindland, alcançando altas colocações no Torneio Nacional do NJCAA nos anos recentes.

## Hall da Fama
Em Outubro de 2013 Matt Lindland foi incluído no Hall de Campeões como membro ilustre. Por seus prêmios no wrestling incluindo a conquista da medalha de prata da Olimpíadas de 2000 e medalha de prata no Campeonato Mundial de 2001.

## Cartel no MMA
| Cartel no MMA       |             |            |
| 31 lutas            | 22 vitórias | 9 derrotas |
| Por nocaute         | 8           | 4          |
| Por finalização     | 7           | 4          |
| Por decisão         | 6           | 1          |
| Por desqualificação | 1           | 0          |

| Res.    | Cartel | Oponente          | Método                           | Evento                                      | Data       | Round | Tempo | Local                     | Notas                           |
| ------- | ------ | ----------------- | -------------------------------- | ------------------------------------------- | ---------- | ----- | ----- | ------------------------- | ------------------------------- |
| Derrota | 22–9   | Mamed Khalidov    | Finalização Técnica (guilhotina) | KSW XVI                                     | 21/05/2011 | 1     | 1:35  | Gdansk                    |                                 |
| Derrota | 22–8   | Robbie Lawler     | KO (socos)                       | Strikeforce: Henderson vs. Babalu II        | 04/12/2010 | 1     | 0:50  | St. Louis, Missouri       |                                 |
| Vitória | 22–7   | Kevin Casey       | TKO (socos)                      | Strikeforce Challengers: Lindland vs. Casey | 21/05/2010 | 3     | 3:41  | Portland, Oregon          |                                 |
| Derrota | 21–7   | Ronaldo Souza     | Finalização (triângulo de braço) | Strikeforce: Evolution                      | 19/12/2009 | 1     | 4:18  | San Jose, California      |                                 |
| Derrota | 21–6   | Vitor Belfort     | KO (socos)                       | Affliction: Day of Reckoning                | 24/01/2009 | 1     | 0:37  | Anaheim, California       |                                 |
| Vitória | 21–5   | Fabio Nascimento  | Decisão (unânime)                | Affliction: Banned                          | 19/07/2008 | 3     | 5:00  | Anaheim, California       |                                 |
| Derrota | 20–5   | Fedor Emelianenko | Finalização (chave de braço)     | BodogFIGHT: Clash of the Nations            | 14/04/2007 | 1     | 2:58  | St. Petersburg            | Luta no Peso Pesado.            |
| Vitória | 20–4   | Carlos Newton     | Finalização (guilhotina)         | IFL: Houston                                | 02/02/2007 | 2     | 1:43  | Houston, Texas            |                                 |
| Vitória | 19–4   | Jeremy Horn       | TKO (socos)                      | IFL: Portland                               | 09/09/2006 | 2     | 0:21  | Portland, Oregon          |                                 |
| Derrota | 18–4   | Quinton Jackson   | Decisão (dividida)               | WFA: King of the Streets                    | 22/07/2006 | 3     | 5:00  | Los Angeles, California   | Luta no Meio Pesados.           |
| Vitória | 18–3   | Mike Van Arsdale  | Finalização (guilhotina)         | Raze MMA: Fight Night                       | 29/04/2006 | 1     | 3:38  | San Diego, California     |                                 |
| Vitória | 17–3   | Fabio Leopoldo    | Finalização (mata leão)          | GFC: Gracie vs. Hammer House                | 03/03/2006 | 3     | 3:25  | Columbus, Ohio            |                                 |
| Vitória | 16–3   | Antonio Schembri  | TKO (socos)                      | Cage Rage 14                                | 03/12/2005 | 3     | 3:33  | Londres                   |                                 |
| Vitória | 15–3   | Joe Doerksen      | Decisão (unânime)                | UFC 54                                      | 20/08/2005 | 3     | 5:00  | Las Vegas, Nevada         |                                 |
| Vitória | 14–3   | Travis Lutter     | Finalização (guilhotina)         | UFC 52                                      | 16/04/2005 | 2     | 3:32  | Las Vegas, Nevada         |                                 |
| Vitória | 13–3   | Landon Showalter  | Finalização (chave de braço)     | Sportfight 8: Justice                       | 08/01/2005 | 1     | 2:43  | Gresham, Oregon           |                                 |
| Vitória | 12–3   | Mark Weir         | TKO (inter. médica)              | Cage Rage 9                                 | 27/11/2004 | 1     | 5:00  | Londres                   |                                 |
| Derrota | 11–3   | David Terrell     | KO (socos)                       | UFC 49                                      | 21/08/2004 | 1     | 0:24  | Las Vegas, Nevada         |                                 |
| Vitória | 11–2   | Tony Fryklund     | Decisão (unânime)                | ROTR 5: Rumble on the Rock 5                | 07/05/2004 | 3     | 5:00  | Honolulu, Hawaii          |                                 |
| Vitória | 10–2   | Falaniko Vitale   | Finalização (golpes)             | UFC 45                                      | 21/11/2003 | 3     | 4:23  | Uncasville, Connecticut   |                                 |
| Derrota | 9–2    | Falaniko Vitale   | KO (slam)                        | UFC 43                                      | 06/06/2003 | 1     | 1:56  | Las Vegas, Nevada         |                                 |
| Vitória | 9–1    | Phil Baroni       | Decisão (unânime)                | UFC 41                                      | 28/02/2003 | 3     | 5:00  | Atlantic City, New Jersey |                                 |
| Vitória | 8–1    | Ivan Salaverry    | Decisão (unânime)                | UFC 39                                      | 27/09/2002 | 3     | 5:00  | Uncasville, Connecticut   |                                 |
| Derrota | 7–1    | Murilo Bustamante | Finalização (guilhotina)         | UFC 37                                      | 10/05/2002 | 3     | 1:33  | Bossier City, Louisiana   | Pelo Cinturão Peso Médio do UFC |
| Vitória | 7–0    | Pat Miletich      | TKO (socos)                      | UFC 36                                      | 22/03/2002 | 1     | 3:09  | Las Vegas, Nevada         |                                 |
| Vitória | 6–0    | Phil Baroni       | Decisão (majoritária)            | UFC 34                                      | 21/11/2001 | 3     | 5:00  | Las Vegas, Nevada         |                                 |
| Vitória | 5–0    | Ricardo Almeida   | DQ (faltas repetidas)            | UFC 31                                      | 04/05/2001 | 3     | 4:21  | Atlantic City, New Jersey |                                 |
| Vitória | 4–0    | Yoji Anjo         | TKO (socos)                      | UFC 29                                      | 16/12/2000 | 1     | 2:58  | Tóquio                    |                                 |
| Vitória | 3–0    | Travis Fulton     | Finalização (estrangulamento)    | IFC 6: Battle at the Four Bears             | 20/09/1997 | 1     | 22:13 | New Town, North Dakota    |                                 |
| Vitória | 2–0    | Mark Waters       | Finalização (socos)              | IFC 6: Battle at the Four Bears             | 20/09/1997 | 1     | 2:20  | New Town, North Dakota    |                                 |
| Vitória | 1–0    | Karo Davtyan      | TKO (socos)                      | World Fighting Federation                   | 14/02/1997 | 1     | 8:34  | Birmingham, Alabama       |                                 |